# Aaron Taylor-Johnson
Aaron Taylor-Johnson, nato Aaron Perry Johnson (High Wycombe, 13 giugno 1990), è un attore britannico.
Noto al grande pubblico per il ruolo di Kick-Ass nell'omonimo film, ha iniziato ad ottenere consensi per la sua interpretazione di John Lennon nel film biografico Nowhere Boy (2009). Ha continuato a recitare ne Le belve di Oliver Stone (2012), nell'adattamento di Anna Karenina (2012), in Godzilla (2014) e in Avengers: Age of Ultron (2015). Per la sua performance come Ray Marcus nel thriller Animali notturni di Tom Ford (2016), ha vinto il Golden Globe per il miglior attore non protagonista ed è stato candidato al Premio BAFTA nella medesima categoria.

## Biografia

### Carriera

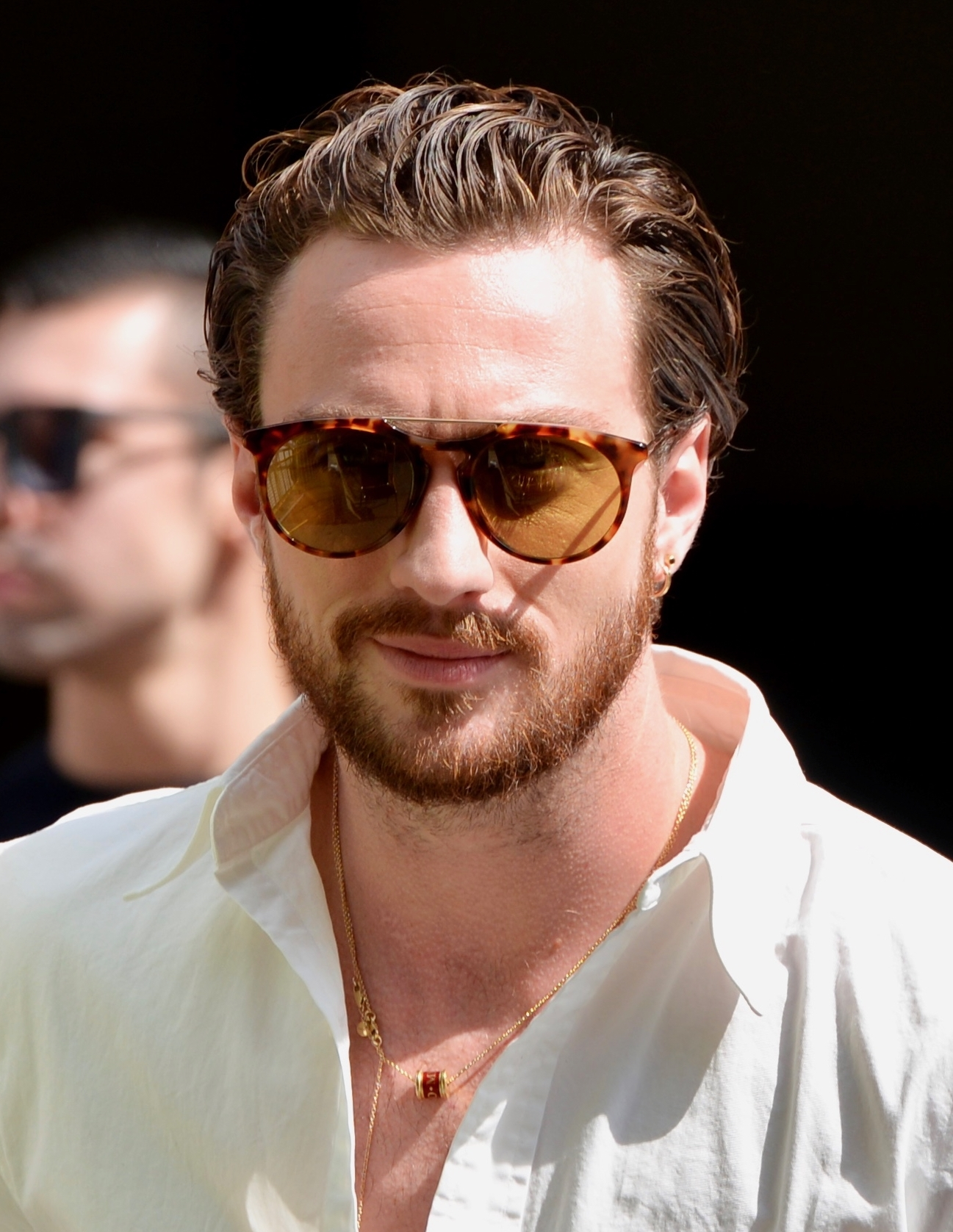
Aaron Taylor-Johnson nel 2018

Nato in una famiglia ebraica, inizia a recitare all'età di sei anni ed è apparso in film come 2 cavalieri a Londra, The Illusionist - L'illusionista e La mia vita è un disastro. Ottiene la fama internazionale grazie a film come Nowhere Boy e Kick-Ass. Inizialmente accreditato semplicemente come Aaron Johnson, dal 2012 con il film Anna Karenina assume il nome Aaron Taylor-Johnson, prendendo il cognome della moglie Sam Taylor-Wood.
Ha frequentato la Jackie Palmer Stage School dal 1996 al 2008, dove ha avuto una formazione in recitazione, canto e ballo. Dopo una breve apparizione televisiva, debutta nel 2002 nel film Tom & Thomas - Un solo destino, dove in un piccolo ruolo recita anche la sorella maggiore Gemma. Successivamente recita nel film per la televisione San Giovanni - L'apocalisse e nel film 2 cavalieri a Londra.
Negli anni seguenti si divide tra lavori televisivi e cinematografici, è protagonista del film Il re dei ladri e partecipa al film The Illusionist - L'illusionista, dove interpreta il ruolo di Eisenheim adolescente, interpretato da Edward Norton in età adulta. Nel 2007 ottiene la parte da protagonista, al fianco di Nicolas Cage, in Kick-Ass, basato sull'omonimo fumetto scritto da Mark Millar. Nel 2008 partecipa alla commedia La mia vita è un disastro, mentre nel 2009 ottiene un'importante occasione di visibilità, ottenendo la parte di John Lennon nel film Nowhere Boy, diretto da Sam Taylor-Wood, dedicato all'infanzia e all'adolescenza dello scomparso cantante inglese.
Nel dicembre 2010 si aggiunge al cast di Albert Nobbs come rimpiazzo di Orlando Bloom, che aveva abbandonato la produzione per via della gravidanza della moglie. Nel 2011 è il protagonista del videoclip di Überlin, primo singolo estratto dall'album Collapse into Now dei R.E.M.. Nel 2012 esce Le belve di Oliver Stone, in cui recita come co-protagonista insieme a Blake Lively e Taylor Kitsch. Sempre nel 2012 è protagonista con Keira Knightley e Jude Law nel film Anna Karenina di Joe Wright.
Nel 2013 torna nelle vesti di Dave Lizewski/Kick-Ass, nel sequel Kick-Ass 2. Nel 2014 compare nella scena dopo i titoli di coda del film Captain America: The Winter Soldier nel ruolo di Quicksilver, che riprenderà poi nel film Avengers: Age of Ultron (2015), facente parte del Marvel Cinematic Universe. Sempre nel 2014 veste i panni del tenente Brody in Godzilla. Nel 2015 recita in Avengers: Age of Ultron, di Joss Whedon, mentre l'anno successivo è la volta di Animali notturni, di Tom Ford, interpretazione grazie a cui si aggiudica il Golden Globe per il miglior attore non protagonista e viene candidato al BAFTA nella medesima categoria. 
Nel 2017 recita in The Wall, film di Doug Liman. Tre anni dopo, nel 2020, recita nei panni del militare Ives nel film Tenet, regia di Christopher Nolan. Nel 2021 è stato annunciato che interpreterà un altro personaggio della Marvel, Kraven il cacciatore, nell'omonimo film stand-alone del 2024, facente parte del Sony's Spider-Man Universe. Successivamente recita in Bullet Train, nel 2022, e in The Fall Guy, nel 2024, entrambi film di David Leitch.

## Vita privata

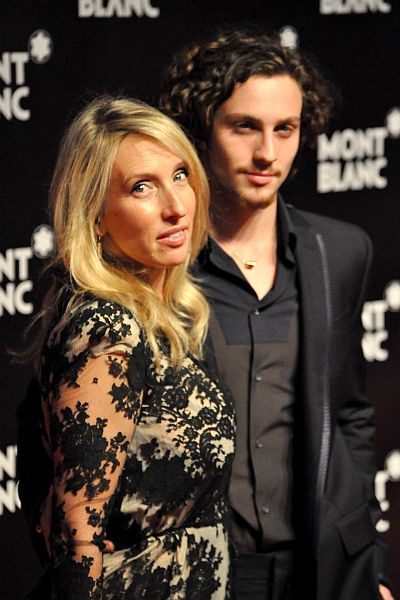
Aaron Taylor-Johnson con la moglie Sam Taylor-Wood nel 2010.

Il 31 ottobre 2009, a 19 anni, annuncia il suo fidanzamento con l'allora quarantaduenne artista e regista Sam Taylor-Wood. Della loro differenza di età, di 23 anni, Johnson ha detto: “Io sono un’anima vecchia, lei è un'anima giovane. Noi non vediamo la differenza di età, vediamo solo l'un l'altro”. 
Pochi mesi più tardi i due annunciano di aspettare il primo figlio e il 7 luglio 2010 nasce Wylda Rae. Il 18 gennaio 2012 nasce la seconda bambina, Romy Hero. Il 21 giugno 2012 i due si sposano. Sam Taylor-Wood ha già due figlie, Angelica e Jessie, nate dal precedente matrimonio.

## Filmografia

### Attore

#### Cinema
- Tom & Thomas - Un solo destino, regia di Esmé Lammers (2002)
- 2 cavalieri a Londra (Shanghai Knights), regia di David Dobkin (2003)
- Dead Cool, regia di David Cohen (2004)
- Il re dei ladri (The Thief Lord), regia di Richard Claus (2006)
- The Illusionist - L'illusionista (The Illusionist), regia di Neil Burger (2006)
- Fast Learners, regia di Christoph Röhl (2006) - Cortometraggio
- Dummy, regia di Matthew Thompson (2008)
- La mia vita è un disastro (Angus, Thongs and Perfect Snogging), regia di Gurinder Chadha (2008)
- Gli ostacoli del cuore (The Greatest), regia di Shana Feste (2009)
- Nowhere Boy, regia di Sam Taylor-Wood (2009)
- I segreti della mente (Chatroom), regia di Hideo Nakata (2010)
- Kick-Ass, regia di Matthew Vaughn (2010)
- Albert Nobbs, regia di Rodrigo García (2011)
- Le belve (Savages), regia di Oliver Stone (2012)
- Anna Karenina, regia di Joe Wright (2012)
- Kick-Ass 2, regia di Jeff Wadlow (2013)
- Captain America: The Winter Soldier, regia di Anthony e Joe Russo (2014) - cameo
- Godzilla, regia di Gareth Edwards (2014)
- Avengers: Age of Ultron, regia di Joss Whedon (2015)
- Animali notturni (Nocturnal Animals), regia di Tom Ford (2016)
- The Wall, regia di Doug Liman (2017)
- Outlaw King - Il re fuorilegge (Outlaw King), regia di David Mackenzie (2018)
- A Million Little Pieces, regia di Sam Taylor-Johnson (2018)
- Tenet, regia di Christopher Nolan (2020)
- The King's Man - Le origini (The King's Man), regia di Matthew Vaughn (2021)
- Bullet Train, regia di David Leitch (2022)
- The Fall Guy, regia di David Leitch (2024)
- Kraven - Il cacciatore (Kraven the Hunter), regia di J. C. Chandor (2024)
- Nosferatu, regia di Robert Eggers (2024)
- 28 anni dopo (28 Years Later), regia di Danny Boyle (2025)

#### Televisione
- San Giovanni - L'apocalisse, regia di Raffaele Mertes - film TV (2002)
- Behind Closed Doors, regia di Louis Caulfield - film TV (2003)
- Feather Boy - serie TV, 3 episodi (2004)
- The Best Man, regia di Alex Pillai - film TV (2006)
- Casualty - serie TV, 1 episodio (2006)
- Sherlock Holmes and the Baker Street Irregulars, regia di Julian Kemp - film TV (2007)
- Talk to Me - serie TV, 4 episodi (2007)
- Nearly Famous - serie TV, 6 episodi (2007)
- Ultraviolet - serie TV (2007)
- Calls - serie TV, 1 episodio (2021)

#### Videoclip
- Überlin - R.E.M. (2011)
- Black Rain - Rhye (2020)

### Sceneggiatore
- A Million Little Pieces, regia di Sam Taylor-Johnson (2018)

### Produttore
- A Million Little Pieces, regia di Sam Taylor-Johnson (2018)

## Riconoscimenti
- Golden Globe
  - 2017 – Miglior attore non protagonista per Animali notturni
- Premio BAFTA
  - 2011 – Candidatura per la Miglior stella emergente
  - 2017 – Candidatura per il Miglior attore non protagonista per Animali notturni
- British Independent Film Award
  - 2009 – Candidatura per il Miglior attore per Nowhere Boy
- Empire Award
  - 2011 – Candidatura per il Miglior attore per Kick-Ass

## Doppiatori italiani
Nelle versioni in italiano delle opere in cui ha recitato, Aaron Taylor-Johnson è stato doppiato da:
- Flavio Aquilone in San Giovanni - L'Apocalisse, 2 cavalieri a Londra, La mia vita è un disastro, I segreti della mente, Avengers: Age of Ultron
- Davide Perino in Gli ostacoli del cuore, Kick-Ass, Kick-Ass 2
- Gianfranco Miranda in Albert Nobbs, Tenet, Bullet Train
- Jacopo Venturiero in Kraven - Il cacciatore, Nosferatu, 28 anni dopo
- Andrea Mete in Anna Karenina, Godzilla
- Leonardo Graziano in The Illusionist - L'illusionista
- Alessio Nissolino in Nowhere Boy
- David Chevalier in Le belve
- Marco Foschi in Animali notturni
- Simone Veltroni in Outlaw King - Il re fuorilegge
- Daniele Giuliani in The King's Man - Le origini
- Francesco Venditti in The Fall Guy